# Annbjørg Lien
Annbjørg Lien, född 15 oktober 1971 i Ålesund, är en norsk folkmusiker. Hon spelar norsk hardingfela och svensk nyckelharpa. Som dotter i en musikalisk familj lärde hon sig spela tidigt, hennes far var musiklärare, liksom hon är idag (i Agder fylke). Hon var tidigare medlem i Bukkene Bruse, ett känt band. Därtill har hon emottagit en mängd priser för sin musik, bland andra Gammleng-prisen i klassen "folkemusikk" och Hilmarprisen.
Hon utbildades vid Statens håndverks- og kunstindustriskole i Oslo. Idag bor hon i Kristiansand.

## Musik
Musikaliskt blandar hon folkmusik med influenser från jazz och klassisk musik. Hennes debut skedde tidigt, 1986 med radioframträdanden och en skiva 1988. Idag är hon medlem av String Sisters. Hon uppträder regelbundet på festivaler och har turnerat över stora delar av världen. 
Soloalbum
- Kjellstadslåttar (Heilo, 1988)
- Annbjørg (Kirkelig kulturverksted, 1989)
- Felefeber (Grappa, 1994)
- Prisme (Grappa, 1996)
- Baba Yaga (Grappa, 1999)
- Aliens Alive (Grappa, 2002) Livealbum
- Waltz With Me (Heilo/Grappa, 2008) Livealbum
- Khoom Loy (Grappa, 2012)
- Drifting like a bird (Heilo/Grappa, 2015)

Album med andra
- Eg er liten eg (1983) samlingsalbum med diverse unga folkmusikartister
- I seierstakt (1987) Aage Sogns med Annbjørg Lien
- Bukkene Bruse (1993) med Bukkene Bruse
- Åre (1995) med Bukkene Bruse
- Steinstolen (1998) med Bukkene Bruse
- Den Fagraste Rosa (2001) med Bukkene Bruse
- Spel (2004) med Bukkene Bruse
- Live (2007) livealbum med String Sisters
- Come Home (2009) med Bjørn Ole Rasch
- Alle vegne (2010) med Sondre Bratland